# 4 (альбом Бейонсе)
| Совокупная оценка    | Совокупная оценка |
| Источник             | Оценка            |
| -------------------- | ----------------- |
| Album of the Year    | 71/100            |
| AnyDecentMusic?      | 6.6/10            |
| Metacritic           | 73/100            |
| Оценки критиков      |                   |
| Источник             | Оценка            |
| AllMusic             | [ 4 ]             |
| The A.V. Club        | B−                |
| Entertainment Weekly | B                 |
| The Guardian         | [ 7 ]             |
| Los Angeles Times    | [ 8 ]             |
| NME                  | 4/10              |
| Pitchfork            | 8.0/10            |
| Rolling Stone        | [ 11 ]            |
| Spin                 | 8/10              |
| Uncut                | [ 13 ]            |

4 — четвёртый студийный альбом американской R&B-певицы Бейонсе, вышедший в 2011 году. По данным Nielsen SoundScan, за первую неделю было продано 310 000 экземпляров альбома, и он занял первое место в Billboard 200. Альбом получил хороший промотолчок благодаря выпуску документального фильма «Год 4», выступлению на Good Morning America и концерту в честь Дня независимости США 4 июля. Он дебютировал на первой позиции в британском альбомном чарте и впервые возглавил хит-парады во Франции, Испании и Бразилии. В истории Billboard 200 Бейонсе стала третьим артистом с четырьмя альбомами номер один подряд, начиная с дебютного.

## Об альбоме
В альбоме только один приглашённый участник — Andre 3000, участник хип-хоп-группы OutKast. Остальные композиции сольно исполняет Бейонсе. Первым синглом стала песня «Run the World (Girls)».

### Слив в интернет
Альбом был «слит» в интернет 7 июня 2011 года. Это случилось за три недели до официальной даты релиза её четвёртого альбома. Певица не ожидала этого и прокомментировала попадание альбома в сеть на своей страничке в Facebook: «Моя музыка была слита и уж совсем не так я хотела представить свои новые песни. Однако я благодарна за позитивные отзывы среди моих фанатов»,

### Подарочное издание
Подарочное издание продаётся исключительно в магазинах Target и на сайте Target.com. В альбоме записаны три новых песни: «Lay Up under Me», «Schoolin’ Life» и «Dance for You», а также три ремикса на главный сингл из альбома «Run the World (Girls)».

## Отзывы
Альбом 4 получил положительные отзывы музыкальных критиков. На сайте Metacritic, который присваивает средневзвешенное значение рейтинга из 100 баллов по рецензиям основных критиков, альбом получил средний балл 73 на основе 36 обзоров. Майкл Крэгг из The Observer назвал его «самым совершенным альбомом Бейонсе». Эрик Хендерсон из Slant Magazine считал, что 4 вокально добился успеха как альбом, состоящий в основном из интимных и медленных баллад. Микаэль Вуд из журнала Spin похвалил его баллады, среднетемповые песни и воспоминания о поп-соул-музыке конца 1970-х и начала 1980-х. В своей рецензии для Rolling Stone Джоди Розен написал, что Бейонсе избегает современных стилей продюсирования для создания более личного и своеобразного альбома. Джон Караманика из The New York Times считает, что это хорошая демонстрация Бейонсе как певицы сентиментальных любовных песен, потому что она убедительно поёт о разбитом сердце и сильном эмоциональном воздействии любви. Критик Райан Домбал из Pitchfork нашёл трек лёгким, ретро-информативным и увлекательным, потому что он показывает «одну из крупнейших мировых звёзд, раскрывающую свой талант так, как мало кто мог предположить». Энди Келлман из AllMusic сказал, что качество пения Бейонсе и содержание её авторских песен компенсируют разрозненное расположение песен. По мнению издания Uncut, это исключительный альбом, несмотря на иногда банальные тексты.
В менее восторженной рецензии Адам Марковиц из Entertainment Weekly сказал, что первая половина 4 омрачена скучными балладами, а текст песен в целом не соответствует вокальному таланту Бейонсе. В своей рецензии для The Guardian Алексис Петридис неоднозначно отнёсся к влиянию 1980-х годов и утверждал, что, несмотря на хорошо написанные песни, альбом не очень последовательный.
Клэр Саддат из журнала Time сказала, что песням не хватает лирического содержания, хотя они и исполнены хорошо. Грег Кот, написавший в Chicago Tribune, назвал 4 непоследовательным, коротким и незавершенным. Хэмиш Макбейн из журнала NME посчитал, что Бейонсе не продвинулась вперёд по сравнению со своими прошлыми работами, и что «даже те кусочки, которые здесь хороши», звучат «без вдохновения». Критик Том Халл был более критичен и поставил альбому оценку «C», сетуя на «перебор с продюсированием» второй половины песен и считая, что баллады первой половины показывают, что, хотя «каждая соул-дива её поколения мечтала петь как Арета Франклин… только у Бейонсе хватило самолюбия думать, что она это сделала».

## Награды и номинации
Альбом 4 получил награду R&B Album of the Year на церемонии 2012 Billboard Music Awards и несколько номинаций на 2011 American Music Awards, 2011 Soul Train Music Awards, People’s Choice Awards, 43rd NAACP Image Awards и на 2012 Grammis. 10 февраля 2013 года на 55-й церемонии «Грэмми» песня «Love On Top» победила в категории Best Traditional R&B Performance Award.

## Список композиций
| №   | Название                                          | Автор(ы)                                                         | Продюсер(ы)                  | Длительность |
| --- | ------------------------------------------------- | ---------------------------------------------------------------- | ---------------------------- | ------------ |
| 1.  | «1+1»                                             | Бейонсе, The-Dream, Трикки Стюарт, Кори Джексон Картер           | The-Dream                    | 4:35         |
| 2.  | «I Care»                                          | Чад Хьюго, Джефф Баскер, Бейонсе                                 | Джефф Баскер, Бейонсе        | 4:00         |
| 3.  | «I Miss You»                                      | Frank Ocean,Бейонсе, Shea Taylor                                 | Shea Taylor,Бейонсе          | 2:59         |
| 4.  | «Best Thing I Never Had»                          | Бэйбифейс, J. Que, Бейонсе                                       | Symbolyc One                 | 4:13         |
| 5.  | «Party» (Ft. André 3000)                          |                                                                  | Канье Уэст, Consequence      | 4:06         |
| 6.  | «Rather Die Young»                                |                                                                  |                              | 3:43         |
| 7.  | «Start Over»                                      |                                                                  |                              | 3:19         |
| 8.  | «Love On Top»                                     |                                                                  |                              | 4:28         |
| 9.  | «Countdown»                                       |                                                                  |                              | 3:34         |
| 10. | «End Of Time»                                     |                                                                  |                              | 3:44         |
| 11. | «I Was Here»                                      | Дайан Уоррен                                                     | Райан Теддер, Дайан Уоррен   | 4:00         |
| 12. | «Run The World (Girls)»                           | Бейонсе, The-Dream, Adidja Palmer, Diplo, David Taylor, Afrojack | Switch, Бейонсе, Shea Taylor | 3:55         |
| 13. | «Lay Up Under Me»                                 | Шон Гарретт, Бейонсе                                             | Stargate                     |              |
| 14. | «Schoolin' life»                                  | The-Dream, Бейонсе                                               | The-Dream, Бейонсе           |              |
| 15. | «Dance For You»                                   |                                                                  |                              |              |
| 16. | «Run The World (Girls) (Kaskade Club Remix)»      |                                                                  |                              |              |
| 17. | «Run The World (Girls) (Red Top Club Remix)»      |                                                                  |                              |              |
| 18. | «Run The World (Girls) (Jochen Simms Club Remix)» |                                                                  |                              |              |

## Чарты
| Чарт (2011–12)                         | Высшая позиция |
| -------------------------------------- | -------------- |
| Австралия (ARIA)                       | 2              |
| Австралия (Urban Albums, ARIA)         | 1              |
| Австрия (Ö3 Austria)                   | 13             |
| Бельгия/Фландрия (Ultratop)            | 4              |
| Бельгия/Валлония (Ultratop)            | 4              |
| Канада (Canadian Albums Chart)         | 3              |
| Хорватия (IFPI)                        | 2              |
| Чехия (ČNS IFPI)                       | 2              |
| Дания (Hitlisten)                      | 5              |
| Нидерланды (Album Top 100)             | 2              |
| Финляндия (Suomen virallinen lista)    | 24             |
| Франция (SNEP)                         | 2              |
| Германия (Offizielle Top 100)          | 5              |
| Греция (IFPI)                          | 5              |
| Венгрия (MAHASZ)                       | 8              |
| Ирландия (IRMA)                        | 1              |
| Италия (Classifica album)              | 4              |
| Япония (Oricon)                        | 10             |
| Мексика (Top 100 Mexico)               | 31             |
| Новая Зеландия (RMNZ)                  | 3              |
| Норвегия (VG-lista)                    | 4              |
| Польша (ZPAV)                          | 2              |
| Португалия (AFP)                       | 3              |
| Россия (2M)                            | 5              |
| Шотландия (Scottish Albums Chart)      | 1              |
| Республика Корея (Gaon)                | 1              |
| Испания (PROMUSICAE)                   | 1              |
| Швеция (Sverigetopplistan)             | 13             |
| Швейцария (Schweizer Hitparade)        | 1              |
| Великобритания (UK Albums Chart)       | 1              |
| Великобритания (UK R&B Albums Chart)   | 1              |
| США (Billboard 200)                    | 1              |
| США (Billboard Top R&B/Hip-Hop Albums) | 1              |